# کوه دیادم
کوه دیادم (به انگلیسی: Diadem Peak) یک کوه در کانادا است که در آلبرتا واقع شده‌است. کوه دیادم ۳٬۳۷۱ متر بالاتر از سطح دریا واقع شده‌است.